# Сестрорецкая улица (Санкт-Петербург)
Сестроре́цкая улица — улица в Приморском районе Санкт-Петербурга. Пролегает между Карельским переулком и улицей Академика Шиманского.

## История
С 1883 года до середины 1950-х годов носила название Задняя улица, с середины 1950-х до 12 ноября 1962 года — переулок Савушкина в честь лётчика, погибшего в ВОВ, с 12 ноября 1962 года и поныне носит название Сестрорецкая. Переименование произошло для исключения путаницы с улицей Савушкина при доставке почтовых отправлений. Название Сестрорецкая дано по городу Сестрорецку, административному центру ближайшего к Приморскому Курортного района. 
В январе 1964 года в доме 3 по Сестрорецкой улице совершил убийство Аркадий Нейланд, приговорённый к расстрелу в возрасте 15 лет.

## Организации
- Дом 8, подъезд 4, этаж 3 — ООО «Радио  Петроград — Русский шансон»

## Архитектура

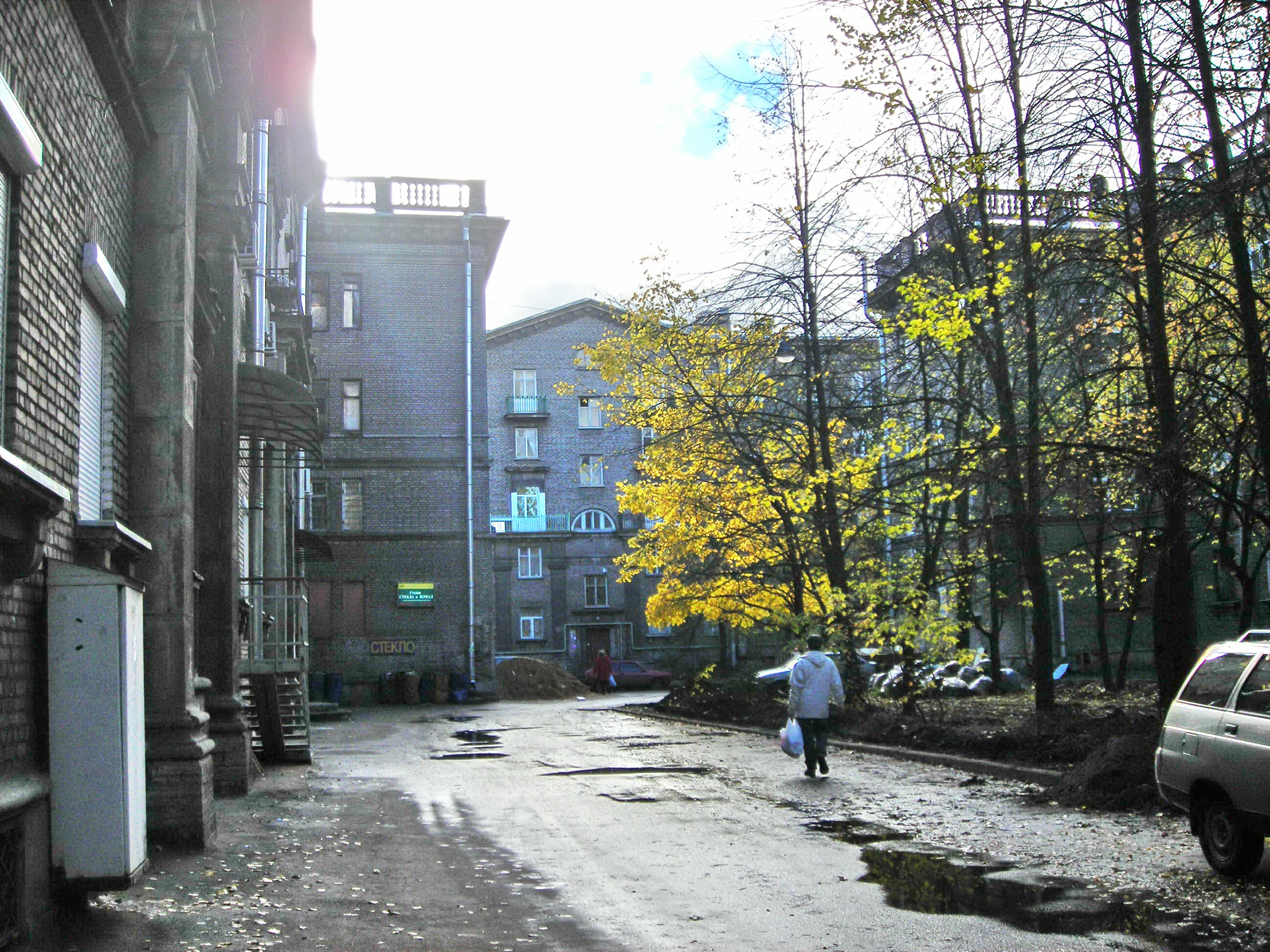
Двор на Сестрорецкой улице

Улица застраивалась в начале-середине 1950-х годов типовыми домами. Основными архитектурными элементами были: балконы с оригинальными оградами, арки для входа во двор, балюстрады на крыше и сандрики на стенах. 